# Chris Christie
Christopher James "Chris" Christie (n. 6 septembrie 1962) a fost cel de-al 55-lea guvernator al statului New Jersey, SUA. În urma alegerii sale în funcția de guvernator, conform datelor finale ale alegerilor din noiembrie 2009, Christie a devenit primul guvernator republican ales în statul New Jersey în ultimii 12 ani. De profesiune avocat și magistrat, Christie, a slujit ca procuror federal pentru dictrictul federal de justiție New Jersey. Locuiește împreună cu familia sa în Mendham Township, decizând să folosească propria sa locuință în locul reședinței oficiale a guvernatorului statului New Jersey, [The] Drumthwacket Mansion.

## Viață timpurie și familie
Chris Christie, de descendență irlandeză și italiană, s-a născut în Newark, New Jersey, ca fiu al lui Bill și Sondra Christie.  A copilărit și crescut în localitatea Livingston, a statului natal,  New Jersey, terminând Liceul din Livingston. A urmat cursurile Universității statului Delaware, terminând în 1984 cu o diplomă ca bachelor în arte, cu specialitatea în Științe politice, respectiv ulterior, în 1987, a obținut o diplomă în magistratură (în original, Juris Doctor) de la Școala de Drept a Universității Seton Hall. Christie a fost admis în Baroul de avocați ai statului New Jersey și în Baroul Federal Districtual New Jersey în decembrie 1987.
În 1986, Christie s-a căsătorit cu Mary Pat Foster, o colegă de-a sa de la University of Delaware. După căsătorie au locuit într-un apartament foarte mic în Summit, New Jersey. Mary Pat Christie a urmat o carieră în investiții bancare, lucrând ulterior la o firmă de pe Wall Street, numită Cantor Fitzgerald. După atacurile teroriste din 11 septembrie 2001, a părăsit cariera sa pentru a se dedica familiei. Recent s-a întors să lucreze pentru o poziție cu ore reduse.  Cei doi are patru copii și locuiesc în Mendham Township din New Jersey. 

## Carieră

### Procuror federal în statul New Jersey
Christie served as the chief federal law enforcement officer in New Jersey from 17 ianuarie 2002 to 1 decembrie 2008. His office included 137 attorneys, with offices in Newark, Trenton and Camden. Christie also served as one of the 17 U.S. Attorneys on Attorney General Alberto Gonzales' advisory committee.

#### Numire
On 7 decembrie 2001, Christie was nominated to be the U.S. Attorney for the District of New Jersey. He was unanimously confirmed by the United States Senate on 20 decembrie 2001, and sworn into office on 17 ianuarie 2002. 

#### Realizări

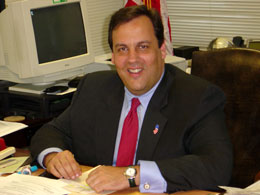
Christie in 2008